# Antoine Frédéric Spring
Antoine Frédéric Spring (o Joseph Antoine o Frédéric-Antoine), nato Anton Friedrich Josef Spring (Gerolsbach, 8 aprile 1814 – Liegi, 17 gennaio 1872) è stato un medico tedesco naturalizzato belga.

## Biografia
Studiò botanica e medicina presso l'Università di Monaco, ottenendo il dottorato di ricerca nel 1835 e l'abilitazione medica l'anno successivo. Dal 1839 al 1872 fu professore presso l'Università di Liegi, inizialmente nel campo della fisiologia e dell'anatomia, e poi insegnò in patologia e medicina interna.
Come botanico, si specializzò nelle indagini sulle Selaginellaceae, Lycopodiaceae (Lycopodia) e sulla nomenclatura binomiale di numerose specie di entrambe le famiglie. Il suo erbario personale è ora ospitato nell'erbario dell'Università di Liegi.

## Opere (parziale)
- (FR)  Monographie des Lycopodiaceae et des Selaginellaceae in Mémoires de l’Académie des Sciences de Belgique 1841